# Musée diocésain de Salerne
Le musée diocésain de Salerne  est situé dans l'ancien séminaire archiépiscopal, au 10 via Largo Plebiscito, près de la Cathédrale de Salerne en Campanie. L'édifice est le dernier siège de l'école de médecine de Salerne, supprimée en 1811.

## Histoire
Le musée est officiellement fondé en 1935. Au début, les œuvres sont exposées dans deux petite salles situées dans un bâtiment à proximité de la nef gauche de la cathédrale. La collection comporte la production artistique du sud de l'Italie du Moyen Âge au XVIIIe siècle. En 1990 la collection est transférée dans les locaux restaurés de l'ancien séminaire. Après avoir été rouvert au public en 2013 grâce au Ministère des Biens et Activités culturels et du Tourisme (|Mibac) et grâce à la programmation muséale dirigée par le surintendant des biens artistiques Maura Picciau. Le 24 du juillet 2013 est inaugurée une nouvelle salle complètement consacrée au 1600.

## Collections
Le noyau initial de la collection était constitué par les œuvres d'art, offertes par le marquis Ruggi D'Aragon et par l'archevêque Isodoro Sanches de Luna, ainsi que par les œuvres conservées dans la sacristie de la cathédrale ; il est enrichi au fil du temps par d'autres chefs-d'œuvre provenant d'églises du diocèse , du marché antiquaire ou provenant de legs testamentaires.
Parmi les principales pièces figure le  cycle des ivoires du Moyen Âge chrétien, datant du début du  XIIe siècle.
Le XVIe siècle, les nouveautés de la peinture de la Renaissance sont représentées par l'œuvre de Andrea Sabatini, dont les peintures constituent une vaste section du musée. La collection du XVIIe siècle est composée par des œuvres napolitaines, avec une majorité de peintures de la culture naturaliste et une petite partie de la culture baroque. Le musée possède aussi une collection de pièces de monnaie de la Grande-Grèce, de la République de Rome, de l'Empire romain et  de la Zecca de la Principauté de Salerne.
Il renferme également aussi un musée lapidaire, avec des vestiges datant du Ier siècle av. J.-C. et du XVIIe siècle. Une dernière section composée d'antiquités a été réalisée grâce au legs testamentaire de Monseigneur Arturo Carucci, directeur du musée pendant plus de 60 ans.

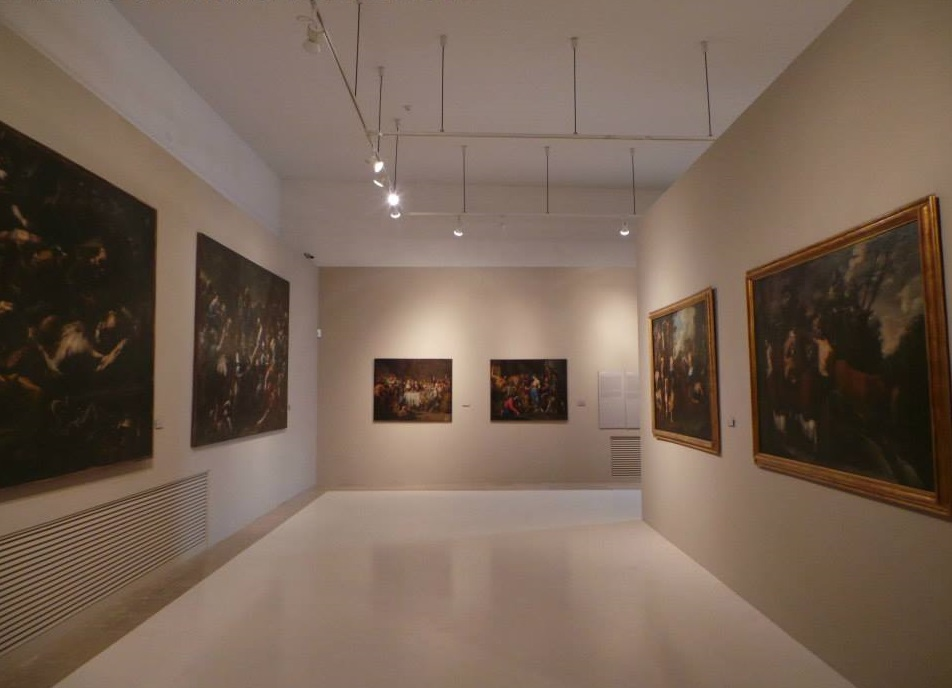
Salle du Seicento.
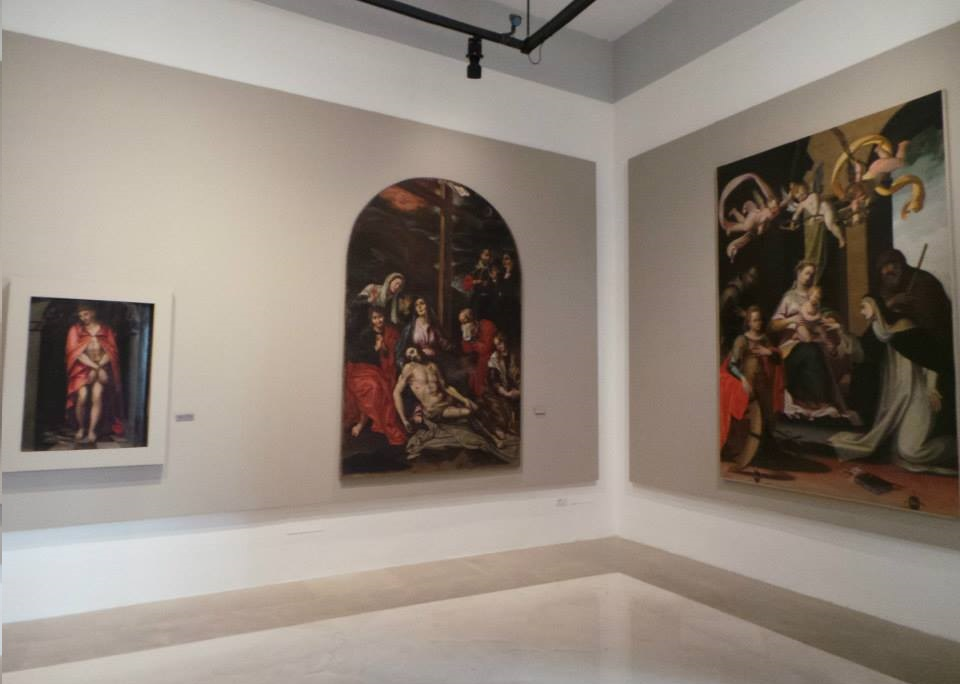
Salle consacrée à la Renaissance.
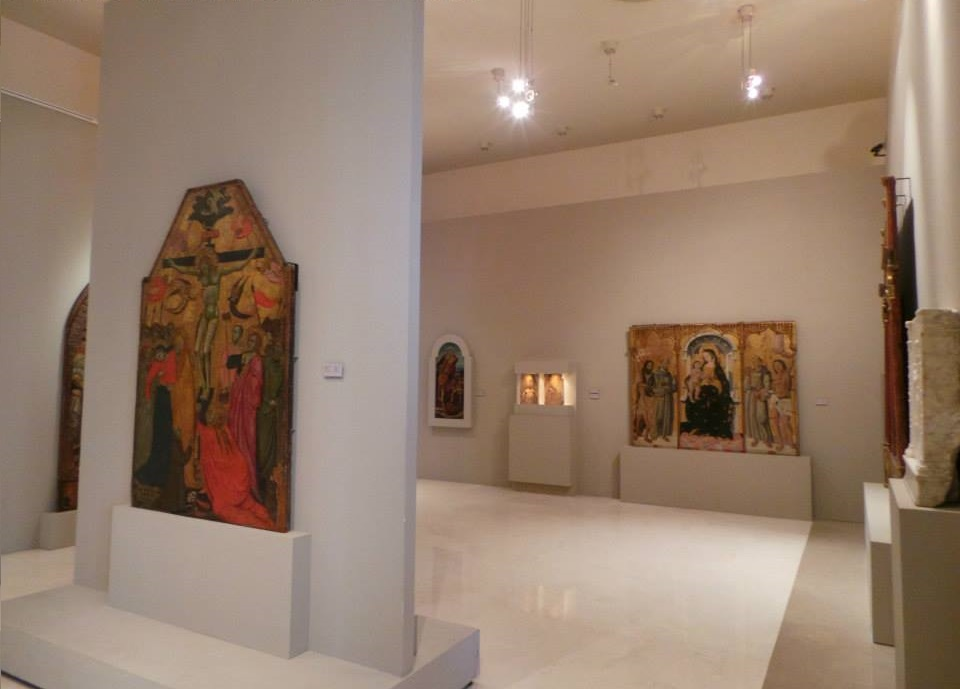
Salle consacrée au Moyen Âge et à la Renaissance.
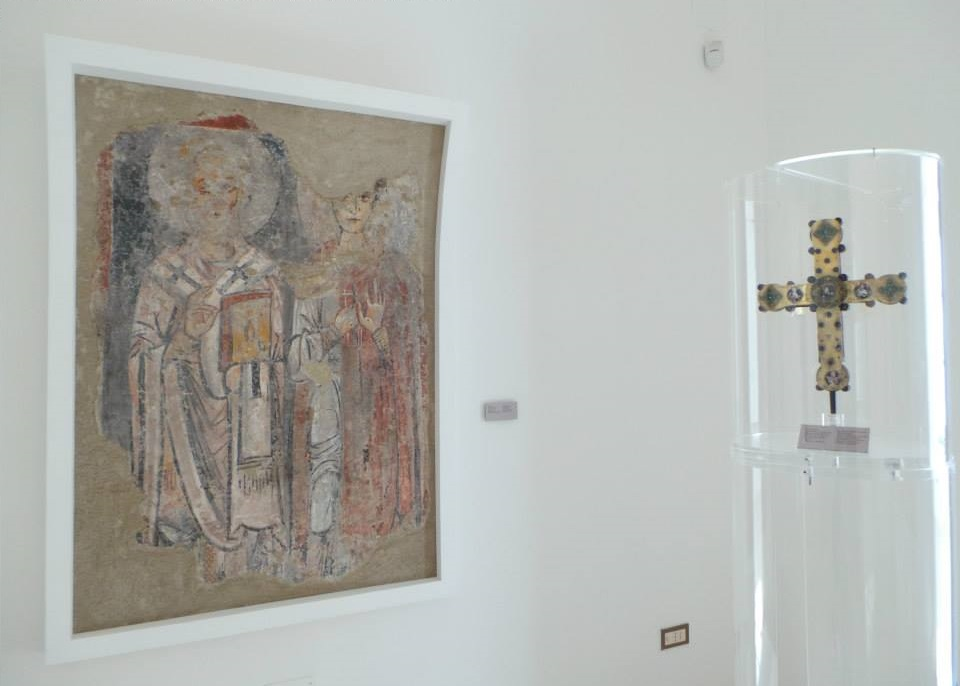
La salle du Moyen Âge.
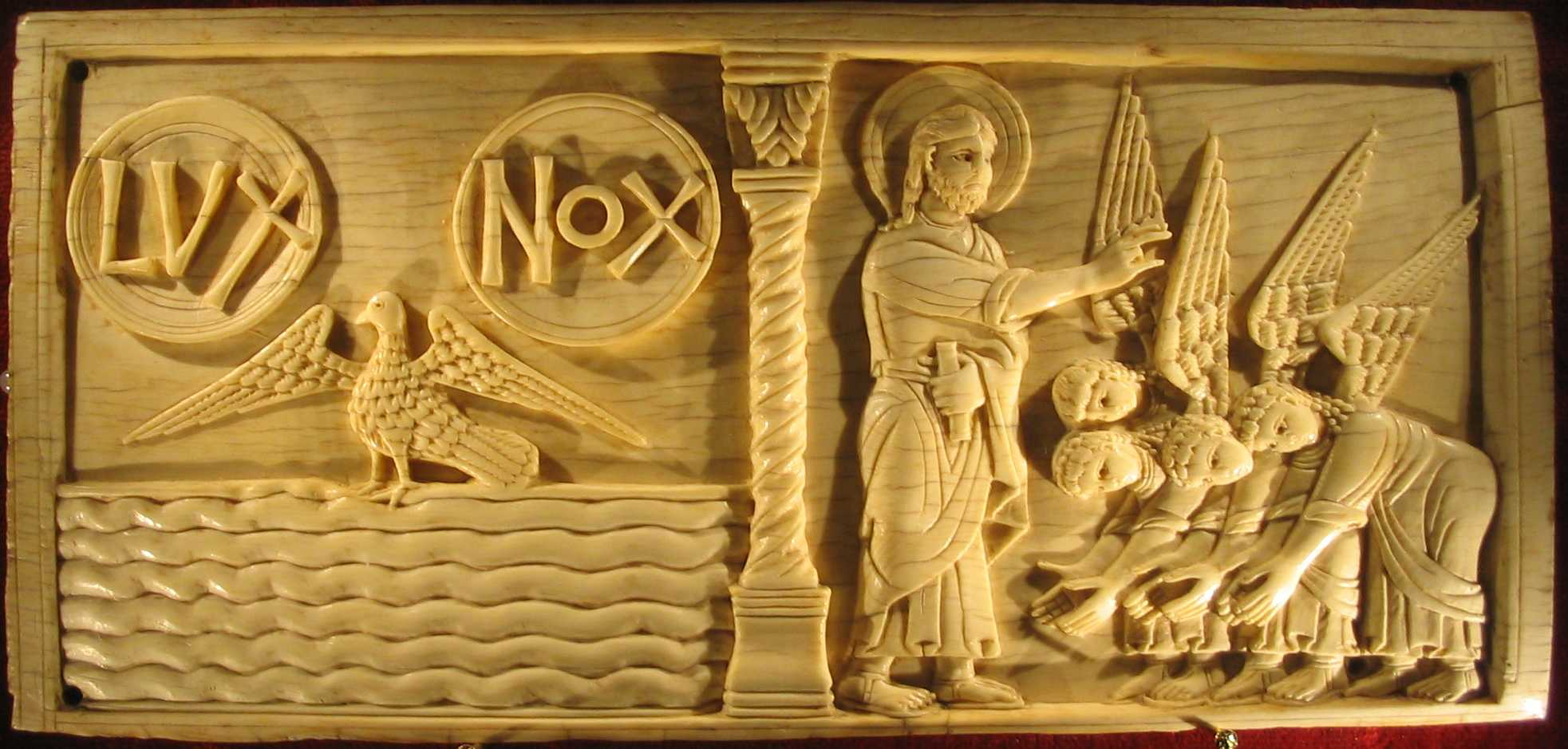
Ivoires salernitains. Panneau représentant le premier jour de la création.